# Oolamnagavik
La rivière Oolamnagavik est un cours d'eau d'Alaska, aux États-Unis située dans l'Alaska North Slope. C'est un affluent  de la rivière Colville.

## Description
Longue de 38 milles (61 km), elle coule en direction du nord-est et se jette dans la rivière Colville à 3,5 milles (6 km) au sud-ouest de son confluent avec la rivière Killik  dans la chaîne Brooks.
Elle a été référencée en 1946 par l'United States Geological Survey durant l'exploration des ressources pétrolières locales.

## Sources
- (en) « Oolamnagavik », Geographic Names Information System